# Колтон, Чарльз
Чарльз Калеб Колтон (англ. Charles Caleb Colton, 1777—1832) — английский писатель, священник и коллекционер произведений искусства.
Учился в Итонском и Королевском колледжах, где получил степени бакалавра (1801) и магистра искусств (1804). В 1801—1828 годах работал священником.
Автор известного сборника афоризмов «Лакон, или Многое в немногих словах для думающих людей» («Lacon, or Many Things in Few Words») (Лондон, 1826).
Два года Колтон путешествовал по Соединённым Штатам Америки. В дальнейшем он выбрал местом проживания Париж, где открыл собственную художественную галерею, собрав в ней обширную коллекцию полотен. Увлекался коллекционированием редких вин и стрельбой по куропаткам. Азартные увлечения Чарльза Колтона привели к тому, что в последние годы жизни он существовал на средства своих ближайших родственников. Застрелился, не решившись на необходимую ему хирургическую операцию.